# Taya Valkyrie
Kira Renée Forster (ur. 22 października 1983 w Victorii) – kanadyjska wrestlerka i modelka, występująca pod pseudonimem Taya Valkyrie. W 2021 pracowała w federacji WWE pod pseudonimem Franky Monet, która przydzieliła ją do brandu NXT.
Od 2017 do 2021 pracowała w federacji Impact Wrestling, natomiast od 2012 występowała w meksykańskiej organizacji Lucha Libre AAA Worldwide.
Forster jest żoną zawodowego wrestlera WWE, Johna Hennigana, znanego pod pseudonimem John Morrison.

## Kariera wrestlerki

### Scena niezależna i Impact Wrestling (2010-2021)
Karierę zawodniczą rozpoczęła w 2010. Od tego czasu rywalizowała na scenie niezależnej w Stanach Zjednoczonych, Kanadzie i Meksyku. Jest jednokrotną i najdłużej panującą Impact Knockouts Championką, gdzie utrzymywała tytuł przez 377 dni, i trzykrotną AAA Reina de Reinas Championką (jej pierwsze panowanie trwało rekordowe 945 dni).

### WWE (2021)

#### NXT (2021)
W lutym 2021 Forster podpisała kontrakt z WWE, które przydzieliło ją do placówki szkoleniowej WWE Preformance Center. Mimo tego, że Forster posiada pełne prawa do jej długoletniego pseudonimu „Taya Valkyrie”, to w WWE zadebiutowała pod pseudonimem Franky Monet. Swój pierwszy występ, w telewizji miała 13 kwietnia 2021, gdy skonfrontowała się słownie z NXT Women's Champion Raquel González.

## Mistrzostwa i osiągnięcia
- DDT Pro-Wrestling
  - Ironman Heavymetalweight Championship (1x)[12]
- Impact Wrestling
  - Impact Knockouts World Championship (1x)
  - Impact Knockouts World Tag Team Championship (1x) – z Rosemary
  - Knockout of the Year (2019)[13]
- Lucha Libre AAA Worldwide
  - AAA Reina de Reinas Championship (4x)
  - Lucha Capital (2018 Women’s)[14]
  - Luchadora of the Year (2014, 2015)[15]
- Pro Wrestling Illustrated
  - PWI umieściło ją na 36. miejscu rankingu wrestlerek PWI Top 100 w 2018[16]